# Nextepehua
Nextepehua est, dans la mythologie aztèque, le dieu des cendres. Un des dieux infernaux qui habitaient dans le Mictlan.